# Kumarata
Kumarata (en sanskrit : Kumārata,,, Kumāralabdha ou Kumāralāta ; en chinois traditionnel : 鳩摩羅多, chinois simplifié : 鸠摩罗多, pinyin : Jiūmóluóduō, aussi 鳩摩羅駄, Jiūmóluótuó, ; en japonais : Kumarada) est considéré par la tradition du bouddhisme zen comme son dix-neuvième patriarche.

## Biographie
Kumarata aurait vécu selon la tradition à la fin du IIIe siècle mais il n'y a aucune certitude historique quant à cette date, certains auteurs le situant même au début du Ier siècle. Sa vie n'est connue que par la tradition recueillie en Chine plusieurs siècles plus tard.
Kumarata serait issu d'une famille brahmane du royaume de Thukhara.
Né à Takshashila au nord-ouest de l'Inde, il se fait remarquer dès l'enfance pour sa sagesse, sa réputation de moine sage et savant contribue à la propagation du bouddhisme en Inde, il est considéré comme le fondateur de l'école Sautrantika du bouddhisme hinayana.
Il succède à Sanghayashas et précède Jayata.

## Postérité
Au VIIe siècle, dans son Rapport du voyage en Occident à l'époque des Grands Tang, Xuanzang cite Kumarata en compagnie d'Ashvaghosha, Nagarjuna et Aryadeva comme « quatre soleils » illuminant le monde.
Généralement considéré comme le dix-neuvième patriarche,,,du bouddhisme mahayana et du zen, il est selon d'autres décomptes le 18e patriarche indien ainsi que le 34e des cinq cents arhats. Il est connu pour avoir rédigé de nombreux ouvrages.